# الکساندرا، بخش رادامسکو
الکساندرا، بخش رادامسکو (به لاتین: Aleksandrów, Radomsko County) یک منطقهٔ مسکونی در لهستان است که در Gmina Kamieńsk واقع شده‌است.